# Famille de Borchgrave d'Altena
Pour les articles homonymes, voir Borchgrave.
Ne doit pas être confondu avec Famille de Borchgrave.

Blason: d'argent aux deux saumons adossés de sable.

La famille de Borchgrave d'Altena est une ancienne famille noble du pays de Liège, originaire du Duché de Brabant (Bois-le-Duc) ayant reçu le titre de comte du Saint-Empire le 10 septembre 1745 de Maximilien III Joseph prince-électeur de Bavière, Vicaire du Saint-Empire, et admis avec le titre de Comte à la noblesse du  royaume uni des Pays-Bas le 16 février 1816 par le Roi Guillaume 1er des Pays-Bas.

## Personnalités historiques politiques, militaires, religieuses ou artistiques importantes de cette famille
- Jean de Borchgrave, capitaine de cavalerie, sénateur et échevin de Louvain et du doyenné (mort 1653)
- Louis de Borchgrave, sénateur et échevin de Louvain et du doyenné (mort 1658)
- Nicolas-Bernard Ignace de Borchgrave, comte, commandeur de l'ordre Teutonique, commandeur de Gemert, commandeur de Bernissem, décédé le 13 juillet 1777 à Mannheim
- Michel Walram de Borchgrave d'Altena, comte, baron d'Elderen, grand prévôt de Saint-Lambert, prévôt de la collégiale de Tongres, président de la Chambre des Finances de la principauté de Liège et membre des états nobles des comtés de Looz et de Namur ( - 19 juin 1782).
- Jean Guillaume Michel Pascal de Borchgrave d'Altena, comte, homme politique, membre de la première Chambre des États généraux du royaume uni des Pays-Bas (1815-1818)
- Guillaume Georges François de Borchgrave d'Altena, comte, homme politique, membre de la Tweede Kamer du royaume uni des Pays-Bas (1822-1830)
- Michel Ferdinand de Borchgrave d'Altena, comte, officier au service de la France, chevalier de la Légion d'Honneur (1814)
- Charles Alexandre Ferdinand Joseph de Borchgrave d'Altena, officier au service de la France, chevalier de la Légion d'Honneur
- François Henri Michel Walram de Borchgrave d'Altena, comte, homme politique belge, député et sénateur
- Guillaume Herman Joseph de Borchgrave d'Altena, comte, homme politique belge
- Paul de Borchgrave d'Altena, comte (1867-1921), officier de cavalerie, chef de cabinet de S.M. le Roi Léopold II, marié en 1896 avec Madeleine du Passage, fille d'Arthur du Passage.
- Ferdinand Léon Michel, comte de Borchgrave d'Altena, capitaine de vaisseau, chevalier de la Légion d'Honneur
- Joseph A. P. M. Ch. de Borchgrave d'Altena, comte, historien, écrivain, conservateur aux Musées royaux d’Art et d’Histoire
- Baudouin de Borchgrave d'Altena[2] (1898-1993), comte, lieutenant-colonel, chef du renseignement militaire de la Belgique pour le gouvernement en exil pendant la Seconde Guerre mondiale, fils de Paul (1867-1921), supra ;
- Elie de Borchgrave d'Altena (nom d'artiste "Elie Borgrave") (1905 - 1992), comte, artiste belge
- Albert Frédéric de Borchgrave d'Altena, comte, ambassadeur extraordinaire de Sa Majesté le roi des Belges, ministre plénipotentiaire.
- Arnaud de Borchgrave d'Altena (1926-2015), comte, journaliste américain d’origine belge, chevalier de la Légion d'Honneur (2014), fils de Baudouin (1898-1993) supra ;
- Charles de Borchgrave d’Altena, comte, conservateur en chef de musée
- Isabelle de Borchgrave d'Altena, comtesse, artiste belge.

## Lieu de sépulture
Une partie des personnalités de la famille est inhumée à l'église Saint-Servais de Berneau (Dalhem).